# Parque Nacional Vicente Pérez Rosales
O Parque Nacional Vicente Pérez Rosales está localizado na província de Llanquihue, Região de Los Lagos, Chile. Foi criado em 1926 e é o mais antigo do país. Abrange uma área de 253.780 ha e alturas variando de 50 até 3.491 metros.
O parque contém trechos de mata virgem com grandes áreas cobertas com árvores nativas como coigues, Ulmeiros, olivillos e murta.
O parque faz fronteira com a Argentina, dentro de sua área está localizado o Lago Todos los Santos. O lago tem águas verde-esmeralda e é rodeado por três vulcões cobertos de neve que também pertencem ao parque: o vulcão Osorno, Puntiagudo e a colina Tronador.
Em seu interior se encontra o rio Petrohué, conhecido pelas quedas de mesmo nome e onde a torrente do rio desliza sobre grandes rochas. No local há também várias trilhas marcadas para caminhadas que terminam na mata nativa.
O Lago Todos los Santos foi descoberto pelos Jesuítas que viveram no arquipélago de Chiloé, estes buscavam uma rota para os pampas, com a intenção de instalar uma missão lá. A expedição partiu do mar, penetrou no estuário de Reloncaví até Ralún, descobrindo mais tarde que atravessaram o lago para o leste, seguindo o que é agora a rota internacional Perez Rosales. Os Jesuítas continuaram a fazer essa rota até abandonarem a sua missão no Lago Nahuel Huapi em 1718, passando o lago ao esquecimento. O lago foi redescoberto no Século XIX quando exploradores escalaram o vulcão Osorno, avistando o lago à leste.